# Dalianus galae
Dalianus galae is een springstaartensoort uit de familie van de Katiannidae. De wetenschappelijke naam van de soort is voor het eerst geldig gepubliceerd in 1969 door Cassagnau.